# Kora-Foulbé
Kora-Foulbé est une localité située dans le département de Kongoussi de la province du Bam dans la région Centre-Nord au Burkina Faso. Lors du recensement de 2006, on y a dénombré 579 habitants. 